# Melanose de Riehl
Melanose de Riehl é uma forma de dermatite de contacto, começando com prurido, eritema, e pigmentação que se espalham gradualmente, mas se torna estacionária depois de atingir um certo ponto.:857 Acredita-se que a patogênese da melanose de Riehl seja a exposição ao sol após o uso de alguns perfumes ou cremes (uma dermatite por fotocontato).:858
A melanose de Riehl recebeu o nome do dermatologista Gustav Riehl, que descreveu a doença pela primeira vez em 1917.